# Thamnosophis
Thamnosophis is een geslacht van slangen uit de familie Pseudoxyrhophiidae.

## Naam en indeling
De wetenschappelijke naam van de groep werd voor het eerst voorgesteld door Giorgio Jan in 1863. Er zijn zes soorten, inclusief de pas in 2009 beschreven Thamnosophis mavotenda. De slangen werden eerder aan andere geslachten toegekend, zoals Ptyas, Bibilava, Liopholidophis, Dromicus, Tropidonotus en Natrix.

## Verspreiding en habitat
Alle soorten komen voor in delen van Afrika en leven endemisch op het eiland Madagaskar. De habitat bestaat uit droge tropische en subtropische bossen en vochtige tropische en subtropische laaglandbossen. Ook in door de mens aangepaste streken zoals aangetaste bossen, akkers en weilanden kunnen de dieren worden aangetroffen.

## Beschermingsstatus
Door de internationale natuurbeschermingsorganisatie IUCN is aan alle soorten een beschermingsstatus toegewezen. Drie soorten worden beschouwd als 'veilig' (Least Concern of LC), een soort als 'kwetsbaar' (Vulnerable of VU) en een als 'gevoelig' (Near Threatened of NT). De soort Thamnosophis martae ten slotte staat te boek als 'bedreigd' (Endangered of EN).

## Soorten
Het geslacht omvat de volgende soorten, met de auteur en het verspreidingsgebied.
| Naam                       | Auteur                                     | Verspreidingsgebied   | Beschermingsstatus |
| -------------------------- | ------------------------------------------ | --------------------- | ------------------ |
| Thamnosophis epistibes     | Cadle, 1996                                | Oostelijk Madagaskar  |                    |
| Thamnosophis infrasignatus | Günther, 1882                              | Madagaskar            |                    |
| Thamnosophis lateralis     | Duméril, Bibron & Duméril, 1854            | Madagaskar            |                    |
| Thamnosophis martae        | Glaw, Franzen & Vences, 2005               | Noordelijk Madagaskar |                    |
| Thamnosophis mavotenda     | Glaw, Nagy, Köhler, Franzen & Vences, 2009 | Noordelijk Madagaskar |                    |
| Thamnosophis stumpffi      | Boettger, 1881                             | Madagaskar, Nosy Be   |                    |